# 口大屋村
口大屋村（くちおおやむら）は、兵庫県養父郡にあった村。現在の養父市大屋町の北東端にあたる。

## 地理
- 山岳：御祓山
- 河川：大屋川

## 歴史
- 1889年（明治22年）4月1日 - 町村制の施行により、宮垣村・樽見村・上山村・夏梅村・中村の区域をもって発足。
- 1955年（昭和30年）3月31日 - 大屋村・南谷村・西谷村と合併して大屋町が発足。同日口大屋村廃止。

## 村長
- 鎌田三郎兵衛

## 出身著名人
- 鎌田三郎兵衛（衆議院議員）